# Élections législatives de 1981 en Eure-et-Loir
Les élections législatives françaises de 1981 en Eure-et-Loir se déroulent les 14 et 21 juin 1981.

## Élus
| Circonscription | Député sortant      | Parti | Parti    | Député élu ou réélu | Parti | Parti    |
| --------------- | ------------------- | ----- | -------- | ------------------- | ----- | -------- |
| 1re             | Georges Lemoine     |       | PS       | Georges Lemoine     |       | PS       |
| 2e              | Martial Taugourdeau |       | RPR      | Françoise Gaspard   |       | PS       |
| 3e              | Maurice Dousset     |       | UDF (PR) | Maurice Dousset     |       | UDF (PR) |

## Positionnement des partis
Le Parti socialiste et le Parti communiste français, sous l'appellation « majorité d'union de la gauche », se présentent dans les trois circonscriptions du département. Les socialistes investissent Georges Lemoine, député-maire sortant de Chartres, Françoise Gaspard, maire de Dreux, et Bertrand Gallet tandis que les communistes soutiennent André Essirard, Nadine Hernandez et Jean Hardy, maire de Châteaudun. Quant au Mouvement des radicaux de gauche, il est représenté par François Huwart dans la 3e circonscription.
La majorité sortante, réunie dans l'Union pour la nouvelle majorité (UNM), soutient elle aussi des candidats dans l'ensemble des circonscriptions, dont les deux députés sortants Martial Taugourdeau (2e, Dreux) et Maurice Dousset (3e, Châteaudun - Nogent-le-Rotrou). Dans le détail, on compte 3 candidats UDF et 2 RPR. Par ailleurs, dans la circonscription de Chartres, Alfred Charrier se présente en tant que candidat divers droite.
Enfin, Jean-Pierre Stirbois pour le Front national et Francine Mas pour la Ligue communiste révolutionnaire sont candidats dans la circonscription de Dreux.

## Résultats

### Résultats à l'échelle du département
| Parti          | Parti                              | Premier tour | Premier tour | Second tour | Second tour | Sièges |
| Parti          | Parti                              | Voix         | %            | Voix        | %           | Sièges |
| -------------- | ---------------------------------- | ------------ | ------------ | ----------- | ----------- | ------ |
|                | Parti socialiste                   | 64 571       | 37,41        | 71 701      | 54,57       | 2      |
|                | Parti communiste français          | 15 528       | 9,00         |             |             | 0      |
|                | Mouvement des radicaux de gauche   | 8 204        | 4,75         | 0           |             |        |
|                | Majorité présidentielle            | 88 303       | 51,16        | 71 701      | 54,57       | 2      |
|                |                                    |              |              |             |             |        |
|                | Union pour la démocratie française | 52 455       | 30,39        | 27 242      | 20,73       | 1      |
|                | Rassemblement pour la République   | 28 518       | 16,52        | 32 446      | 24,69       | 0      |
|                | Divers droite                      | 1 335        | 0,77         |             |             | 0      |
|                | Union pour la nouvelle majorité    | 82 308       | 47,68        | 59 688      | 45,43       | 1      |
|                |                                    |              |              |             |             |        |
|                | Front national                     | 1 322        | 0,77         |             |             | 0      |
|                | Ligue communiste révolutionnaire   | 675          | 0,39         | 0           |             |        |
|                |                                    |              |              |             |             |        |
| Inscrits       | Inscrits                           | 238 196      | 100,00       | 167 637     | 100,00      | 3      |
| Abstentions    | Abstentions                        | 63 175       | 26,52        | 34 302      | 20,46       |        |
| Votants        | Votants                            | 175 021      | 73,48        | 133 335     | 79,54       |        |
| Blancs et nuls | Blancs et nuls                     | 2 413        | 1,38         | 1 946       | 1,46        |        |
| Exprimés       | Exprimés                           | 172 608      | 98,62        | 131 389     | 98,54       |        |

### Résultats par circonscription

#### Première circonscription (Chartres)
| Candidat       | Candidat                      | Parti          | Premier tour | Premier tour | Second tour | Second tour |  |
| Candidat       | Candidat                      | Parti          | Voix         | %            | Voix        | %           |  |
| -------------- | ----------------------------- | -------------- | ------------ | ------------ | ----------- | ----------- |  |
|                | Georges Lemoine sortant réélu | PS             | 29 392       | 48,82        | 37 255      | 57,76       |  |
|                | Monique Pelletier             | UDF (PR)       | 18 714       | 31,09        | 27 242      | 42,24       |  |
|                | Claude Vandenbogaerde         | RPR (UNM)      | 6 494        | 10,79        |             |             |  |
|                | André Essirard                | PCF            | 4 265        | 7,08         |             |             |  |
|                | Alfred Charrier               | Divers droite  | 1 335        | 2,22         |             |             |  |
|                |                               |                |              |              |             |             |  |
| Inscrits       | Inscrits                      | Inscrits       | 82 498       | 100,00       | 82 495      | 100,00      |  |
| Abstentions    | Abstentions                   | Abstentions    | 21 455       | 26,01        | 16 992      | 20,6        |  |
| Votants        | Votants                       | Votants        | 61 043       | 73,99        | 65 503      | 79,4        |  |
| Blancs et nuls | Blancs et nuls                | Blancs et nuls | 843          | 1,38         | 1 006       | 1,54        |  |
| Exprimés       | Exprimés                      | Exprimés       | 60 200       | 98,62        | 64 497      | 98,46       |  |

#### Deuxième circonscription (Dreux)
| Candidat       | Candidat                    | Parti          | Premier tour | Premier tour | Second tour | Second tour |  |
| Candidat       | Candidat                    | Parti          | Voix         | %            | Voix        | %           |  |
| -------------- | --------------------------- | -------------- | ------------ | ------------ | ----------- | ----------- |  |
|                | Françoise Gaspard élue      | PS             | 24 739       | 40,63        | 34 446      | 51,49       |  |
|                | Martial Taugourdeau sortant | RPR (UNM)      | 22 024       | 36,17        | 32 446      | 48,51       |  |
|                | Yves Cauchon                | UDF (CDS)      | 6 808        | 11,18        |             |             |  |
|                | Nadine Hernandez            | PCF            | 5 318        | 8,73         |             |             |  |
|                | Jean-Pierre Stirbois        | FN             | 1 322        | 2,17         |             |             |  |
|                | Francine Mas                | LCR            | 675          | 1,11         |             |             |  |
|                |                             |                |              |              |             |             |  |
| Inscrits       | Inscrits                    | Inscrits       | 85 143       | 100,00       | 85 142      | 100,00      |  |
| Abstentions    | Abstentions                 | Abstentions    | 23 470       | 27,57        | 17 310      | 20,33       |  |
| Votants        | Votants                     | Votants        | 61 673       | 72,43        | 67 832      | 79,67       |  |
| Blancs et nuls | Blancs et nuls              | Blancs et nuls | 787          | 1,28         | 940         | 1,39        |  |
| Exprimés       | Exprimés                    | Exprimés       | 60 886       | 98,72        | 66 892      | 98,61       |  |

#### Troisième circonscription (Châteaudun - Nogent-le-Rotrou)
|                | Maurice Dousset sortant réélu | UDF (PR)       | 26 933 | 52,27  |  |  |  |
|                | Bertrand Gallet               | PS             | 10 440 | 20,26  |  |  |  |
|                | François Huwart               | MRG            | 8 204  | 15,92  |  |  |  |
|                | Jean Hardy                    | PCF            | 5 945  | 11,54  |  |  |  |
|                |                               |                |        |        |  |  |  |
| Inscrits       | Inscrits                      | Inscrits       | 70 555 | 100,00 |  |  |  |
| Abstentions    | Abstentions                   | Abstentions    | 18 250 | 25,87  |  |  |  |
| Votants        | Votants                       | Votants        | 52 305 | 74,13  |  |  |  |
| Blancs et nuls | Blancs et nuls                | Blancs et nuls | 783    | 1,5    |  |  |  |
| Exprimés       | Exprimés                      | Exprimés       | 51 522 | 98,5   |  |  |  |